# Benedict Akwuegbu
Benedict Akwuegbu (Lagos, 3 novembre 1974) è un ex calciatore nigeriano, di ruolo attaccante.

## Palmarès

### Club

#### Competizioni nazionali
- Campionato austriaco: 1

Grazer AK: 2003-2004
- Coppa d'Austria: 3

Grazer AK: 1999-2000, 2001-2002, 2003-2004
- Supercoppa d'Austria: 2

Grazer AK: 2000, 2002